# Stora Lyrskjeret
Stora Lyrskjeret est une île norvégienne dans le comté de Hordaland. Elle fait partie du territoire de l'ancienne commune de Meland, aujourd'hui rattachée à Alver.

## Géographie
Rocheuse et désertique, au nord de Litla Lyrskjeret, à fleur d'eau, elle s'étend sur environ 52 m de longueur pour une largeur approximative de 20 m.  